# تشارلز إدوارد يونغ
تشارلز إدوارد يونغ (بالإنجليزية: Charles E. Young)‏ هو عالم سياسة أمريكي، ولد في 30 ديسمبر 1931 في هايلاند في الولايات المتحدة.